# ميشيل كروسيك
ميشيل كروسيك (بالإنجليزية: Michelle Krusiec)‏ هي ممثلة أمريكية، ولدت في 2 أكتوبر 1974 في تايوان.

## أعمال

### أفلام
- (2002) سويت هوم ألاباما[4]
- (2003)  عندما التقى هاري بلويد[5]
- (2005) فاك
- (2008) ما يحدث في فيغاس[6]
- (2015) الدعوة

### مسلسلات
- ميامي
- كولد كيس
- هاواي فايف أو
- ويدز

## وصلات خارجية
- ميشيل كروسيك على موقع IMDb (الإنجليزية)
- ميشيل كروسيك على موقع ألو سيني (الفرنسية)
- ميشيل كروسيك على موقع أول موفي (الإنجليزية)
- ميشيل كروسيك على موقع قاعدة بيانات الأفلام السويدية (السويدية)
- ميشيل كروسيك على موقع قاعدة بيانات الفيلم (الإنجليزية)
- ميشيل كروسيك على موقع كينوبويسك (الروسية)